# Innocent Gentillet
Innocent Gentillet (Vienne, 1532 circa – Ginevra, 23 giugno 1588) è stato un giurista francese.

## Biografia
Nato a Vienne intorno al 1532, Innocent Gentillet fu un giurista che esercitò a Grenoble oltre che a Vienne. La sua adesione al movimento ugonotto, specialmente al seguito di François de Bonne de Lesdiguières, lo costrinse tuttavia a riparare a più riprese a Ginevra a causa dei conflitti religiosi che scuotevano la Francia in quel periodo storico. 
I suoi due caratteri principali confluirono all'interno dei suoi scritti. In particolar modo, l'opera per cui è maggiormente ricordato è il Discours sur les moyens de bien gouverner et maintenir eb bonne paix un royaume ou autre principauté, divisez en trois parties: asavoir, du conseil, de la religion et police que doit tenir un prince. Contre Nicolas Machiavel Florentin, opera maggiormente nota con la formula sintetica di Discours contre Machiavel, o Anti-Machiavel. Quest'opera apparve anonima nel 1576 senza luogo di stampa né nota tipografica: solo dopo diverse stampe successive, nel 1585 comparve il nome del suo autore. 
Attaccando le idee che Niccolò Machiavelli aveva esposto nella sua opera Il Principe, Gentillet rappresentò una delle prime voci (insieme a François Hotman) di quella linea di pensiero nota come antimachiavellismo, che si sviluppò soprattutto in Francia in polemica con una teorica di governo priva di scrupoli morali. Una simile lettura riduttiva dell'opera di Niccolò Machiavelli era dettata anche dalla preoccupazione dei giuristi francesi di vedersi soppiantati nei favori della corte francese di Caterina de' Medici dai fuoriusciti italiani come Jacopo Corbinelli. Il nesso tra "machiavellici" e "italiani" serviva a rivendicare un modo francese di pensare alla politica, rispettoso della tradizione giuridica. A seguito del clamore che seguì a questa netta presa di posizione, Gentillet nel maggio del 1576 pubblicò una Declaration de l'auteur des discours contre Machiavel, pour satisfaire aux plaintifs d'aucuns Italiens, in cui il giurista smentiva di essere stato mosso da risentimento contro la nazione italiana, ma che intendeva arginare quelle idee che si mostravano come sovvertitrici degli ordini costituiti e che erano estranee alla antica tradizione giuridica.

## Pubblicazioni
- Remonstrance au Roy tres-chrestien Henry III. Sur le faict des deux Edicts de sa Maiesté donnez à Lyon, l'un du X. de Septembre, et l'autre du XIII. d'Octobre dernier passé, presente annee 1574, touchant la nécessité de paix, et moyens de la faire, 1574.
- Discours sur les moyens de bien gouverner (Anti-Machiavel) et maintenir en bonne paix un royaume ou autre principauté, divisé en trois parties, a savoir, du Conseil, de la Religion & de la Police que doit tenir un Prince. Contre Nicolas Machiavel, 1576.
- La République des Suisses comprinse en deux livres, contenant le gouvernement de Suisse depuis l'empereur Raoul de Habspourg jusques à Charles le Quint, descrite en latin par Josias Simler, et nouvellement mise en françois, 1578.
- Apologie, ou Defense pour les chrestiens de France, qui sont de la Religion evangelique ou reformee, satisfaisant à ceux qui ne veulent vivre en paix & concorde avec eux. Par laquelle la pureté d'icelle religion, és principaux poincts qui sont en different, est clairement monstrée, non seulement par la Saincte Escriture, & la raison, mais aussi par les propres canons du Pape. Au Roy de Navarre, 1584.
- Le Bureau du concile de Trente, auquel est monstré qu'en plusieurs poincts iceluy concile est contraire aux anciens conciles et canons et à l'autorité du Roy, 1586.